# George Buckley (crickettista)
George John Buckley (Londra, 20 maggio 1875 – Shanklin, 14 febbraio 1955) è stato un crickettista britannico.
Partecipò ai Giochi olimpici 1900 di Parigi nel torneo di cricket, vincendo la medaglia d'oro con la squadra che rappresentò la Gran Bretagna. Nella partita contro la rappresentativa francese segnò due run nel primo inning.

## Palmarès
| Anno | Manifestazione | Sede   | Evento  | Risultato | Note |
| ---- | -------------- | ------ | ------- | --------- | ---- |
| 1900 | Olimpiadi      | Parigi | Cricket | Oro       |      |